# Georreferenciamento

Simulação da constelação de satélites, cada satélite fornece uma posição para triangulação e obtenção do local.

Georreferenciamento (português brasileiro) ou georreferenciação (português europeu) de uma imagem ou um mapa ou qualquer outra forma de informação geográfica é tornar suas coordenadas conhecidas num dado sistema de referência. Este processo inicia-se com a obtenção das coordenadas (pertencentes ao sistema no qual se pretende georreferenciar) de pontos da imagem ou do mapa a serem georreferenciados, conhecidos como pontos de controle. Os pontos de controle são locais que oferecem uma feição física perfeitamente identificável, tais como intersecções de estradas e de rios, represas, pistas de aeroportos, edifícios proeminentes, topos de montanha, entre outros. A obtenção das coordenadas dos pontos de controle pode ser realizada em campo (a partir de levantamentos topográficos, Levantamento Geodésico com GPS – Sistema de Posicionamento Global), ou ainda por meio de mesas digitalizadoras, ou outras imagens ou mapas (em papel ou digitais) georreferenciados. Tal ato pode permitir que ocorra uma geodecisão por parte dos consultores de um projeto ou uma administração de uma empresa.